# Leopold Kotzmann
Leopold Kotzmann (* 15. November 1884 in Woikowitz; † 1. Mai 1945 in Treffling bei Linz) war ein österreichischer Politiker.

## Leben
Kotzmann war in den Jahren von 1934 bis 1938 Abgeordneter im oberösterreichischen Landtag. Außerdem war er Gemeindesekretär in Sandl und Obmann der Gewerkschaft der oberösterreichischen Gemeindeangestellten. 
1944 entstand die Freistädter Widerstandsgruppe „Neues Freies Österreich“ gegen die nationalsozialistische Herrschaft, der er sich anschloss. Die Widerstandsgruppe setzte sich aus vielen politischen Lagern zusammen. Im Herbst 1944 wurde die Gruppe verraten und ihre Mitglieder wurden durch die Gestapo verhaftet. Ihnen wurde vor dem Volksgerichtshof der Prozess wegen „Hochverrats“ gemacht. Acht Mitglieder der Gruppe, darunter auch Kotzmann, wurden zum Tod verurteilt und am 1. Mai 1945 am Militärübungsplatz in Treffling bei Linz erschossen. Die Hinrichtung wurde noch vor Erledigung des Gnadengesuchs durchgeführt, wahrscheinlich auf Druck des oberösterreichischen Gauleiters August Eigruber. 
Kotzmann erhielt auf dem St. Florianer Friedhof ein Ehrenmal. Zudem wurde in St. Florian die Leopold-Kotzmann-Straße nach ihm benannt. Sie führt am Gemeindeamt vorbei und an dem ehemaligen Gefängnis, in dem er inhaftiert war.
Kotzmann war verheiratet und hatte drei Kinder.